# Brevoortia
A Brevoortia a sugarasúszójú halak (Actinopterygii) osztályának heringalakúak (Clupeiformes) rendjébe, ezen belül a heringfélék (Clupeidae) családjába tartozó nem.

## Rendszerezés
A nembe az alábbi 6 faj tartozik:
- Brevoortia aurea (Spix & Agassiz, 1829)
- Brevoortia gunteri Hildebrand, 1948
- Brevoortia patronus Goode, 1878
- Brevoortia pectinata (Jenyns, 1842)
- Brevoortia smithi Hildebrand, 1941
- atlanti menhaden (Brevoortia tyrannus) (Latrobe, 1802) - típusfaj

## Források

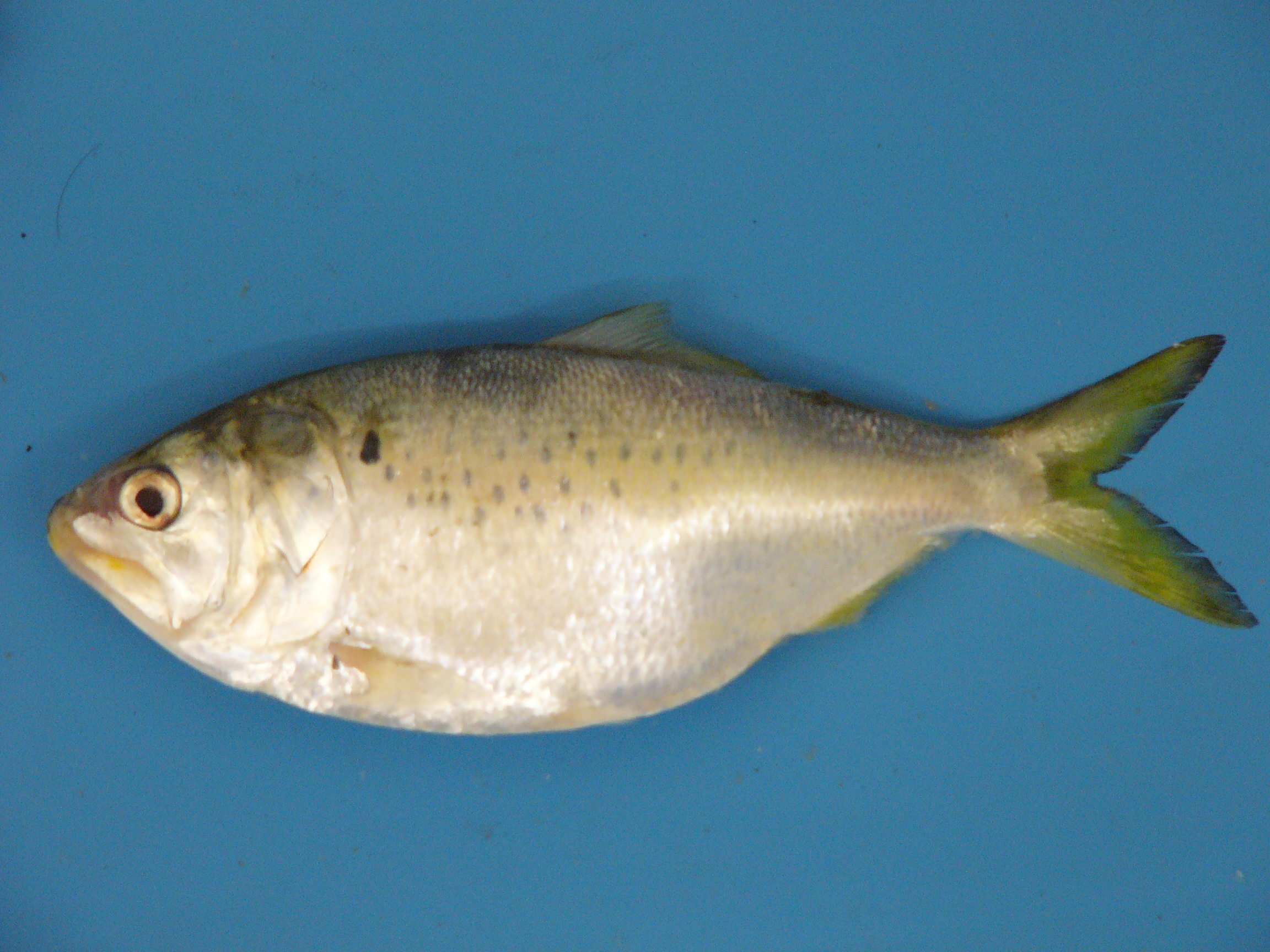
Brevoortia patronus